# 俺の空
『俺の空』（おれのそら）は、本宮ひろ志による日本の漫画作品。『週刊プレイボーイ』（集英社）にて連載された。

## 概要
日本最大の財閥・安田グループ総帥を父親に持つ主人公・安田一平が、「旅に出て1年以内に自らの手で、グループ首脳も認める人生の伴侶を見つけなければならない」という一族の掟により、人生の伴侶を見つける旅に出て大人物になってゆく物語である。
ライバルの武尊はハーレーを乗り回す無頼漢なキャラで、主人公と人気を二分し、東北の令嬢の争奪戦を行った。旅立ち前夜には、一平の高校の担任である、婚約者がいた女教師と肉体関係を持ち、アメリカへも旅立ち、カジノで一勝負した。
安田一平のその後を描いた続編『俺の空・刑事編』と、安田一平の甥である安田三四郎が主人公の『俺の空・三四郎編』（共に『週刊ヤングジャンプ』掲載。特に『刑事編』は同誌創刊時の目玉作として扱われた）も存在する。
平成に入り、セルフリメイクである平成版（『MANGAオールマン』掲載の「Ver.2001」および『ビジネスジャンプ』掲載の「Ver.2003」）も発表された。また、ドラマ（後述）と連動させる形で、警察庁未解決事件捜査班に異動した一平を描く『刑事編』の新シリーズが『ビジネスジャンプ』において2011年15号より連載開始、休刊に伴い後継誌の『グランドジャンプ』に移籍し2012年創刊8号まで連載。
2011年9月よりNTTソルマーレが配信する『定額本宮ひろ志魂』にて毎月順次配信（iPhone/iPod touch/iPad端末及びauのandroid端末向け）。

## 主な登場人物
安田 一平（やすだ いっぺい）
主人公。一族の掟により、自ら人生の伴侶を見つけるべく、全国を旅する。安田グループ総帥の子供だが、現在の正妻との子供ではない。義母からは実の息子同様の深い愛情を持って育てられた。御曹司でありながら、嫌味な所が全く無く、誰からも好かれている。学力は高校の全課程を2年で修め、1年間の放浪後に試験勉強なしで東大法学部に合格するなど非常に優れている。スポーツについても万能で所属した剣道部を全国制覇に導き、家柄も合わせて学友からは文武両道のスーパーマンと評されている。
「刑事編」では自らの考える正義を実現すべく、安田グループ次期総帥の地位はそのままに警察学校を経て警視庁・京橋警察署の刑事となり(盗犯係→強行犯係)、巨悪に敢然と立ち向かう。必要とあらば私財を投じて事件に関わる土地・建物を買い(東南アジアルートの麻薬を全て買い占めその後全て海に投棄し日本への麻薬流入を一時的に食い止めたり、アメリカの超高層ビルの基礎部に埋められたとされる遺体を捜し出すためにビルを買ったことも)、また警察機構の限界を感じると3000人の人員からなる「私設警察」を設立したことも。政界を牛耳る大政治家を巡る捜査の過程でヒットマンの襲撃を受け意識不明の重体に陥るが、奇跡的に回復している。文字通り命懸けの捜査の末、政治家を逮捕するに至るが、逮捕時には既に警察を退職していた。
「三四郎編」では、安田グループ総帥として活動。異母姉が存在していた事が判明し、その子供で甥の三四郎にグループ総帥の座を譲り、政界に転身する。
「平成編」では麻薬密売の冤罪で逮捕された事があり、この体験が後に刑事となった動機である事を伺わせている。
御前一十三（みさき ひとみ）
政財界を牛耳る“東北の御老人”の孫娘で、一平の婚約者。彼女を娶ることは東北の御老人の後継者となることを意味するため、政財界の若きエリートたちが彼女をめぐって争うことになった。自分自身に相当の自信を持っており、その姿は一平をも驚嘆させた。出会った後には既に一平に心を傾けており、彼が一時行方不明になった時にはショックで落ち込んだこともあった。
再び姿を現した一平を含む7人の求婚者に対して「かけがえのない物」を要求。他者が高額・希少な物を用意する中で一平は全日本剣道選手権の個人戦に出場、これに見事優勝し一十三に「ひとりで勝ち取った、かけがえのない素晴らしいもの」と認められ婚約者となる。その後一平以外の6人の求婚者たちに財産を譲る形で無一文となり、一平と共に歩む決意をする。またこの財産の分配によって何かあれば日本の財界が一平のもとに集結することになった。
「刑事編」では亡き祖父を継いだ「御前コングロマリット」の会長として経営に務める一方、一平の「専属秘書」として彼のサポートも行う。
「三四郎編」では、第1話で一平の妻と紹介されているが、御前姓のままになっている。
武尊 善行（ぶそん よしゆき）
武尊コンツェルンの御曹司であり、一平のライバル。髭面、サングラスでハーレーを乗り回す無頼漢。欲しい物は何でも手に入れないと気がすまない性格(金の力は使わない、むしろ金にあかせて威張る奴を懲らしめるのが大好き)。相手に負けたと分かるとサングラスを取る癖がある。サングラスを取ると素晴らしい美青年である。なお、武尊コンツェルンは地所から温泉が湧き、成功したいわゆる成金である。
「刑事編」では東京地方検察庁の検察官(検事正)となり、一平を陰で支えるよき理解者となっている。「一平が挙げたホシ(犯人)は必ずブタ箱にぶち込む」というモットーで、些細な罪でも起訴猶予処分とはしない。
「三四郎編」では政界に転身している。
名前は本宮の友人で漫画原作者の武論尊(武論尊+本名の岡村善行)から。
安田清十郎（やすだ せいじゅうろう）
一平の父親であり、日本最大の財閥である安田グループ総帥。一平の良き理解者。父親に無理やり玉の井の遊女であったつや子と結婚させられ、一平が生まれた。実は、つや子とは別に芸妓との間にも娘がいて、その子である孫もいた事が「三四郎編」で判明する。
安田清十郎夫人
一平の義母であるが、作中では名前は不明。清十郎が真に愛していた女性で、一平とは血の繋がりは無いが、実の息子同様に深い愛情を持って接しており、自分に子供が産まれると一平に愛情を注げないからと、自ら不妊手術を受け、子供が産めない体にしてしまう。後に一平の実母とは別の女性との間にも子供がいた事を知るが、その事を受け入れ血のつながらない孫である三四郎にも実の孫同様に深い愛情を持って接している。ただし、清十郎に対しては浮気心は許す訳にはいかないと怒っている。
安田つや子（やすだ つやこ）
一平の生母。かつて一平の祖父・源次郎が旅の途中で北海道の炭鉱で働いていた際、落盤事故で身代わりに死亡した同僚・助五郎の遺児。
後年、玉の井の遊女であった所を源次郎に保護され、清十郎と結婚して一平を産むも、一族内に出自が知れ渡った事に加えて清十郎が自分を愛していない事を知り、一平を連れて安田家を去る。その後稲垣家で女中として働きながら一平を育てていたが病気で早逝し、一平は安田家に引き取られた。
安田源次郎（やすだ げんじろう）
清十郎の父で一平の祖父。安田グループ会長。
孫の一平を溺愛しており、つや子の件もあり一平を次期総帥とする最大の後ろ盾であったが、急逝した事により清十郎の弟・政行一派の造反を招く事となる。
安田統一郎（やすだ とういちろう）
政行の息子で一平の従兄。一平の母親が遊女であることなどから父親や妹と陰謀を巡らし、安田グループ次期総帥の座を奪おうとするが失敗する。後に改心し、一平を支援する立場に。
安田 聖子（やすだ せいこ）
統一郎の妹。別の男性との間にできた子供を一平の子と偽り結婚を迫る。その方法は一平を酔い潰し意識を無くさせた上で、自身が乱暴されたと訴えるといったもので、やり方が酷すぎると反発した兄と、聖子と子供を渡したくないと子供の父親が名乗り出たことで最終的に失敗する。この行為が惹かれ合っていた一平と文江の関係が破綻することに繋がった。
甲斐 清己（かい きよみ）
広島の甲斐一族の御曹司。大学受験のときに出会った一平に興味を持つ。幼馴染の文江が一平と武尊の対立の間で心身共に傷付き自殺未遂にまで至ったことに激怒し、二人に制裁を加えた。後に文江と結婚する。
野城 金次（のしろ きんじ）
ヤクザの若頭。一平に婚約者を寝取られたことでメンツを潰され、その恥をそそぐため一平に真剣を用いた文字通りの真剣勝負を挑む。勝負自体は、大雨の中、川のそばでの決闘であったため、にらみ合いの際鉄砲水が発生し勝負なしで終わったが、自分はギリキリで避難したのに対し、最後まで避難せず鉄砲水に飲まれた一平に対して自分の負けを認めた。その後、一平を男として認め、一平が助力を頼んだときには快く手を貸している。
サムシン王子
アラブの次期指導者と目される実力者。ヨットで南太平洋を航海中に嵐に巻き込まれ遭難するが、一平に助けられ、その恩と一平を気に入り、義兄弟の契りを交わす。
「刑事編」では彼自体は登場しないが、一平が「安田グループは王子と手を組み、日本国内に1年分の原油を備蓄している」と話すシーンがある。

### 一平が出会った女性
川村（かわむら）先生
一平の高校の担任で、一平の憧れの人でもある。婚約者がいるが、一平が旅立つ日、女性の体を教えてほしいと訪ねて来た一平と一夜を共にする。
稲垣美奈子（いながき みなこ）
つや子が働いていた稲垣家の令嬢で一平の幼馴染。男が苦手だったが、一平との再会で変わっていく。後に女性の地位向上のために勉学に勤しむ。
沢松（さわまつ）
社長夫人。ビルから飛び降りようとした男を止めるため、行きずりの一平に抱かれる。
黒崎 亜矢（くろさき あや）
一平が酔った勢いで一夜を共にした女性。やくざの娘。野城の婚約者。
あき
建築現場の炊事場で働く女性。交通事故が原因で失語症になっている。シンデレラにあこがれる。
村崎 正美（むらさき まさみ）
村崎家の長女。一平の正体に気付かず馬鹿にする。あきをいじめる。
村崎 光子（むらさき みつこ）
村崎家の次女。姉と共にあきをいじめる。
お京（おきょう）
巡業ストリッパー一座の一員。
まり
洋子（ようこ）
北海道で出会った大学生二人組。バージン喪失目的の旅行中。
良子（りょうこ）
統一郎の婚約者。一平に賭けテニスで敗れた後、従業員がフランス語しか話さないレストランで食事をして鼻をあかそうとするが、一平はそのレストランを買い取ってオーナーとなる。

沢田 文江（さわだ ふみえ）
行儀見習いとして安田家に来ているが、実は良家の令嬢。かなりおっちょこちょいの性格。一平が最初に選んだ婚約者候補で、彼女も一平のことを想っていたが聖子の策略が原因で結ばれることはなかった。後に幼馴染の清己と結婚する。
白菊（しらきく）
京都で出会った舞妓。恋人がいるが、政治家に大金で身請けを迫られていた。その政治家のやりように嫌悪感を抱いた一平に助けられ、恋人と結ばれた。
ユキ
少年院に特別任務で潜入していた婦人警官。柔道3段・空手2段・剣道3段の腕前で男勝りで男性警官でも束に練っても敵わないほど。たった一人でチンピラ十数人叩きのめした。レズビアン。
たまみ
一平の高校の後輩。テニス部の合宿で再会した。
サチ
高知県で出会ったカツオ漁師。

フローラ
元・カリフォルニアの大牧場主の娘。ギャンブルでだまし取られた父の財産を取り返すため、一平と共にカジノで勝負する。
マーゴ
飛行機で遭難したところを一平が助けた女性。

### カジノディーラー三人衆
フィリップ・ダンカン
元凄腕イカサマ師のカジノオーナー。フローラの父をイカサマギャンブルにはめ全財産を毟り取り、その資産を元にカジノホテルを経営。高慢な態度で客受けが悪い。一平とホテルをかけたブラックジャック勝負を繰り広げる。
ティナ
腕利き美人ディーラー。大人の魅力で客を魅了する。
ステファニー
溢れる愛嬌とナイスバディで客の人気は高い。

### 「刑事編」の登場人物

#### 一平の仲間たち
田村 政春（たむら まさはる）
京橋署刑事。32歳の独身。一平の「教育係」として、彼に刑事のイロハを教える。一平を最初は「ボンボンの息子」としか見ていなかったが、正義感に燃える姿に同調していくようになる。
2011年からの新シリーズでは一平と共に未解決事件捜査班に異動。
本部 正行（もとべ まさゆき）
京橋署のベテラン刑事。51歳。逮捕した不良の更生の面倒を見るなど、義理人情に篤く一平ら同僚に慕われていた。妻との間に12人の子供がいる。プロ野球・広島東洋カープの大ファンで、非番の日には球場へ出かけることも。
誕生日の夜に変死体で発見される。死因は「脳溢血」とされたが、不審に思った一平はその真相を突き止めようとする。捜査の過程で草加と黒田の接触を目撃し、それを目障りに思った黒田の指示で事故に見せかけて殺害されたというのが真相だった。
小宮（こみや）
警視庁本庁捜査四課(現：組織犯罪対策部)所属の刑事。暴力団への一斉捜索で京橋署と合同捜査を行なった際に一平と知り合う。
上層部からの捜査圧力に反抗し、一度は八丈島の派出所に左遷されてしまうが、島を無断で抜け出して警察を辞職、その後一平の「私設警察」の実行隊長として行動するようになった。
「本部殺し」の真相を知る暴力団組長・草加(後述)を狙ったヒットマンの銃弾を身代わりに受け、立ったまま絶命。
大川 真弓（おおかわ まゆみ）
京橋署に勤務する婦人警官。暴力団に対する一斉捜索の際に一平の説得で彼の恋人役として、強姦ショーが行なわれているラブホテルに入る。
テレビドラマ(後述)では彼女も一平と同じく刑事となっている。
坂口 四郎（さかぐち しろう）
通称「グッちゃん」。山谷のドヤ街で日雇い労働者をしていた。「情報収集能力の高さ」を一十三に見出され高額でスカウトされ「情報屋」として一平たちに協力する。それ以降、趣味の悪いタキシードを着るようになった。
神田（かんだ）
一平の上司の刑事課長。たびたび上層部から捜査圧力をかけられるが、一平たちの姿に打たれ最後はこれに反して暴力団と全面対決に持ち込む。本部とは同期。
熊野 三郎（くまの さぶろう）
本庁の捜査課長。覚醒剤取締りが専門で、麻薬に対する憎しみは強い。
土橋（どばし）
本庁の捜査一課課長。隻眼で「独眼竜」の異名を持つ。一平たちとは連続幼児誘拐事件の捜査にあたった。

#### 一平と対峙する者
石田 文吾（いしだ ぶんご）
暴力団「海星会」会長。芸能界をも巻き込んだ覚醒剤の取引で資金を集めており、一平たちがホテルに乗り込んだ際は女性アイドルとベッドで交わっていた最中であった。服役中に引退を表明。
藤島 文成（ふじしま ぶんせい）
政治評論家。「歯に衣着せぬ」言動で知られその身を過激派に狙われていた。一平が「要人護衛」を兼ねたゴルフコンペで彼への狙撃を阻止したことなどを快く思わず、テレビで一平を公然と批判した上でマスコミに圧力を掛けようとするが、「正論」を主張する一平にマスコミが同調したため(実際は安田グループが備蓄する石油を盾に、マスコミへ無言の圧力をかけたような描写もされている)不発に終わった。
二階堂良一（にかいどう りょういち）
心理学を学ぶ大学生で、「連続誘拐事件」の犯人。その動機は自身の学んだ心理学を世の中で実践し、世間や警察を翻弄したいという極めて身勝手なもの。芸能人夫妻の子供を誘拐するがその子を解放する一方で警察・マスコミをかく乱するかのように別の女性を誘拐し、殺害した上で身代金を奪う。その後警察を挑発するかのように「誘拐事件」を予告。女装して東海道新幹線車内で隣り合わせた女性から抱いていた幼児を誘拐、逃亡を図るが一平がヘリコプターで名古屋駅まで追いかけそこで逮捕される。警察の捜査では全く痕跡が掴めず、一平が私立警察を設立した要因となった。
草加竜太郎（そうか りゅうたろう）
暴力団「海星会」会長で、石田の跡目を継いだ。青年の頃、アメリカにいた事があり、その時にマフィアのボスを助けた事でファミリーの一員となり、持ち前の頭脳でファミリー内でのし上がった。
会長襲名披露パーティーの席上、ホテルの所有者として壇上に立った一平から「宣戦布告」を受け、以降は一平の命を狙うようになる。
本部からは若い頃に面倒を見てもらっていたことがありアメリカへの留学費用を工面してもらったことを今でも感謝している。その恩人を黒田の指示とはいえ自ら殺害しなければならなかったことを内心苦悩しており、一平は本部の死の真相を吐かせるべく留置場で「本部のそっくりさんが扮した『幽霊』」を使う。連日の『幽霊』の出現により眠れぬ夜を過ごしていたが、最後は本部との絆を思い出し、また小宮の命を捨てた身代わりにより、全ての真相を自白した。
黒田 重蔵（くろだ じゅうぞう）
元・総理大臣。草加と組んで海外に建設する予定のカジノの利権を得ようとした。一平らの捜査や草加の自白により「利権の話を知った本部は、黒田の殺人教唆によって殺された」と断定され、逮捕状が出されるがそれを拒むように法務大臣に「指揮権発動」を強要した。最後は法務大臣が圧力に耐えかね、指揮権発動前に自殺したことで不発となり、逮捕された。

### 「三四郎編」の登場人物
安田三四郎（やすだ さんしろう）
「三四郎編」の主人公。楊心流という古武術の使い手。安田一平の父親と、一平の実母とは別の女性との間に出来た子供から産まれた子で、一平とは義理の甥の関係になる。安田家とは、母親が静かな生活を望んでいたため、関わらないでいたが、母親が亡くなり、すでに義父も他界しているため、安田家に引き取られる。一平とは互いに相通ずるものを感じて意気投合する。
一平同様、安田家の掟に従い世界を旅し、様々な人との出会いを得て成長し、後に一平の後を継ぎ安田グループの総帥になる。
マーガレット・ローデンシルデ
三四郎が世界中を旅しているさいに出会った、巨大財閥ローデンシルデ家の当主に気に入られた三四郎が、政略結婚させられた相手。当主の孫娘で三四郎とは会ったこともなかったが、政略結婚であることを受け入れ、三四郎もまたそれを受け入れる。
蔵（くら）
日本中のヤクザをひとつにまとめようと尽力する男。実は一平の実母であるつや子が一平の父親と出会う前に産んだ子で、一平の異父兄だが、一平はそのことを知らない。兄として裏社会から弟を守ろうとしている。

## 映画

### 俺の空
東宝により実写映画化され、1977年5月28日より田中光二原作の『白熱』と2本立て公開。期待を下回る不入りのため、8日で公開打ち切りとなった。原作第1部を元にしたストーリー。

#### キャスト
- 安田一平 - 星正人
- 安田源次郎 - 宍戸錠
- 安田清十郎 - 垂水悟郎
- 安田和子 - 長内美那子
- 妙（一平の生母）- 赤座美代子
- 安田政行 - 田口計
- 安田統一郎 - 堀内雅美
- 安田聖子 - 加藤小夜子
- 白川先生 - 鹿沼えり
- 稲垣美奈子 - 泉じゅん
- 黒崎亜矢 - 岡本ひろみ
- あき子（白菊）- 沙川露里
- 大友茂子 - 鮎川由美
- 良子 - 日高久美子
- 黒崎 - 天津敏
- 山崎 - 吉田義夫
- 野城金次 - 岡崎二朗
- 安田研究所調査員 - 佐原健二
- 黒田権次郎 - 小松方正
- 大友為治 - 細川俊夫
- 敬三 - 山西道広
- 新治 - 吉田太門
- 町田 - 野呂圭介
- 前川 - 松本伊佐武

#### スタッフ
- 監督：松本正志
- 製作：仲川哲朗、川野泰彦
- 脚本：出倉宏、松本正志
- 助監督：鷹羽邦彦
- 撮影：原一民
- 音楽：土田治一
- 美術：育野重一
- 編集：武田勲
- 照明：高島利雄

#### 主題歌・挿入歌
- 主題歌：「俺」（歌：本郷直樹）
- 挿入歌：「風の中のあいつ」（歌：本郷直樹）
  - 両楽曲共に、作詞：藤公之介／作曲：徳久広司／編曲：土田治一

### 俺の空 刑事編
1998年GAGAプロダクションズ製作で2本オリジナルビデオ化された。

#### キャスト（刑事編）
- 安田一平 - 竹内力
- 御前一十三 - 今井恵理
- 田村政春 - 菅田俊
- 桜金造
- 塚本耕司
- 内藤武敏
- 今井雅之

ほか

#### スタッフ（刑事編）
- 製作：山地浩
- 企画：本宮ひろ志
- プロデューサー：千葉善紀/木村俊樹
- 脚本：橋本浩介
- 撮影：小川真司
- 照明：石丸隆一
- 録音：中山隆匡
- 美術：野尻均/野尻郁子
- 音楽：遠藤浩二
- 編集：富田伸子
- 監督：福岡芳穂

## テレビドラマ
「刑事編」が2011年10月16日から同年12月18日までテレビ朝日系の『日曜ナイトプレミア』枠にて放送され、また、チューリップテレビ（TBSテレビ系）でも約5か月遅れで放送された。主人公・安田一平役は「芸能経験ゼロの新人」を対象にしたオーディションが行われ、応募総数2700人の中から庄野崎謙が選ばれた。
キャッチコピーは「御曹司、刑事になる!」

### 登場人物（テレビドラマ）

#### 主要人物
安田 一平 - 庄野崎謙
安田グループ次期総帥、東京大学卒業。安田家の掟に従い、自ら追い求める正義とは何かを見出すべく刑事を志し、警察学校卒業後、警視庁京橋警察署刑事課に配属される。熱い揺るがない正義感と澱みない真っ直ぐな瞳を持ち、自らの人脈と財力を投じ事件解決に邁進する。口癖は「捕まえなければならない奴は捕まえるんだ!」「俺を怒らせるな!」。神田から警視庁公安部への異動を打診されるが固辞し、本部の仇をとるべく龍星会の絡んだ事件を解決させるために奔走する。黒田の逮捕前日に警視庁を辞め、アラスカに旅立った。
武尊 善行 - 永井大
武尊コンツェルン次期総帥、東京地方検察庁検事。愛読書は世界の歴史（漫画版）、愛車はハーレーダビッドソン。
御前 一十三 - 夏菜
一平の婚約者、御前グループ総帥。一平が刑事になることは作中冒頭でこそ難色を示すが、以降は反対せず、今の気持ちを変えないで真っ直ぐな正義の心を持ち続けて欲しいと思っている。一平のために各分野からエキスパートを集め、それを基にした私設警察を創設する。
大川 真弓 - 国仲涼子
警視庁京橋警察署刑事。先輩として暖かい気持ちで見守り厳しく接する。

#### 警視庁 京橋警察署

##### 刑事課
田村 政春 - 松重豊
刑事は足で捜査し、頭で考えることではないと一平に教える。
本部 正行 - 泉谷しげる
定年間近のベテラン刑事。敏子との間に12人の子供がいる。同僚や過去に逮捕し更生した人たちから慕われ、一平は父親のように慕っていた。辰巳が麻衣子のメモリカードを京橋署に届けた際、保存されていた草加の写真に気付いて単独捜査を行った矢先、黒田の指示により2人の大男に殺害されるが、事故死として処理される。
神田 勝 - 尾美としのり
刑事課課長。一平が配属された当初は上からの預かりもの扱いだったが、素性を知るとすり寄るような態度をとっていた。また美代子が爆弾を持って刑事課に立てこもった時には機転を利かせ部下を巻き込まないよう配慮した。普段は事なかれ主義で自分の保身しか考えていないような素振りをしているが、熱い心を持っている。本部とは30年以上の付き合いで、死の真相を捜査出来ず憤っていた。最終回で京橋署管内にいる龍星会組員の一斉逮捕・送検の総指揮を一平に託し、草加の目の前で田村に自らを殴らせて公務執行妨害で逮捕した。
川島 文彦 - 西沢仁太

石黒 和明 - 猪狩賢二

##### 交通課
淡路 和美 - 本田緑

三原 理佐 - 鹿沼憂妃

杉山 瑠依 - 麻倉みな

##### その他
警察官 - 新貝文規
龍星会組員が京橋署を襲撃に来た際、和美たちに逃げるよう呼びかける。

#### 龍星会
石田 文吾 - 佐々木勝彦
龍星会組長。草加に組長の座を奪われる。
草加 竜太郎 - 吹越満（少年期：海谷紘平）
龍星会新組長。素行が悪かった若い頃は本部夫妻の世話になっていた。念願だったアメリカ留学に行くため、本部に渡航費用を工面してもらうが、アメリカで敵対するマフィアのドン・アルドーを射殺し、基礎工事の最中だったセントラル・ステートビルの地下深くに遺体を埋めている。逮捕後黙秘を続けていたが、本部に扮した松本と自分を狙撃した警官の銃弾に倒れた小宮の姿に触れ、知っていることを洗いざらい話すことを決め、単独捜査で料亭に潜入した本部の殺害を黒田が指示した際、そばにいながら止められなかったことを悔やんだ。
車田 茂 - デビット伊東
草加の側近。
犬飼 稔 - 井上肇
龍星会若頭。
松田 利明 - 木村圭作
龍星会幹部。
サソリの入れ墨の大男 - 長江英和
スキンヘッドの大男とともに本部を殺害するが、一平に取り押さえられた直後、デュークに始末される。
スキンヘッドの大男 - 吉田メタル
サソリの入れ墨の大男とともに本部を殺害するが、一平に取り押さえられた直後、デュークに始末される。
デューク 佐藤 - 高杉亘
殺し屋。車田からの指示により、一平を撃ち瀕死の重傷を負わせる。さらに一平が取り押えた本部を殺した2人の大男を始末する。その後一平を消すために大阪府警の刑事・権藤に成りすまして京橋署に潜入するが、一平と真弓の銃弾に倒れる。
前田 泰明 - 津田寛治
元龍星会組員。ライフルを手にアパートに立てこもるが、一平のまっすぐな熱い想いに触れ、逮捕後素直に供述している。
元龍星会組員 - 萩野崇
一平たちに取り押えられたとき、証言するのに家族と田舎でやり直す資金が要ると挑発する。直後に一平から500万円の小切手を渡され、捜査に協力する。
龍星会組員 - チョロ松、児玉貴志、上野山浩、石戸健太郎、貴稔、森本武晴、酒井勇樹、山上直志、戸井悠太、福田繁、岩田仁徳、尾崎雅章、浜田大介、吉本哲郎、3310、岡野友信、菊地廣隆、高野ひろき、高槻祐士、赤川哲也、岩井潤一、市山英貴、難波和宏、江澤大樹、日比博朋、伊勢田隆弘、山下智亮、原田あん

#### 政治家
熱川 洋太郎 - 西岡徳馬（特別出演）
内閣官房長官。洋一の父親。
内閣総理大臣 - 若尾義昭
一平が幼少期によく遊んでもらっていた「おじちゃん」。洋一を逮捕した一平が熱川と通話させる。
尾崎 正丸 - 山崎大輔
民友党幹事長。石田とのつながりがあり、女性たちのオークション会場にも足を運んでいた。
黒田 重蔵 - 津川雅彦
元総理大臣。戦後最大のフィクサー。

#### その他の人物
辰巳 大悟 - 高知東生
フリージャーナリスト。前田がアパートに立てこもった現場で取材中に一平に会って以来、スクープを狙って近づくようになる。第6話で武尊になり済まし、事件の関係者から情報を入手することに成功する。殺害された麻衣子からメモリカードを託され、龍星会に追われながらも京橋署捜査課に届ける。その後、一平の私設警察に情報部長として参加。
小宮 誠一 - 遠藤憲一
警視庁組織犯罪対策部第四課（マル暴）刑事。「ヤクザ殺しのシャチ」と呼ばれている。京橋署の刑事たちと龍星会による女性オークション会場に踏み込むが上層部からの圧力で捜査が打ち切られ、個人的な感情で警察幹部に逆らい山奥の交番に左遷となる。本部の死を聞きつけて東京に戻り、一平の草加への宣戦布告後に辞表を提出し、私設警察に機動隊長として参加。一平たちの目の前で、黒田の命を受けて草加を狙撃しに来た警官の銃弾を受け絶命。
安田 清十郎 - 大杉漣
安田家第六代当主、一平の父親。

#### ゲスト
第1話
- 熱川 洋一（熱川の息子） - 渡邉紘平
- 桐生 学（洋一の仲間） - 木村勇太
- 磯島 信二（洋一の仲間、綾香の中学時代の同級生） - 中村龍介
- クラブ店員 - 滝川英治
- 小宮に連行されたチンピラ - 栗山ヨシユキ
- 前田が立てこもったアパートの管理人 - 原田文明
- 前田が立てこもったアパートの住民 - やべけんじ
- 記者 - 今泉あまね
- カメラマン - 鮎河圭吾
- ダイヤモンドガーデン秋の大感謝祭イベントの出演アイドル  - 小桃音まい（本人役）
- ダイヤモンドガーデン秋の大感謝祭イベントのスタッフ - 池ちゃん
- ビルの屋上で女性を追い詰める若者 - 朝香賢徹、保科光志
- ビルの屋上で追い詰められた女性 - 高橋慶子

第1 - 2話
- 石橋 綾香（清廉女子大学文学部3年、三行運河溺死事件の被害者） - 安藤聖
- 綾香の両親 - 田中昌宏、中田優子

第2話
- 警視庁幹部 - 森富士夫
- 尾崎の秘書 - 恵有一
- 料亭の仲居 - 川口圭子
- オークションに出された女性 - 山口知紗、石丸奈菜美、奥井住尚、沢田まりえ、浅海さき、熊井仁美、櫻澤夏季、岡安絵里香
- アベックの女性 - みか
- 綾香の友人（回想） - 伊喜真理、太田麻貴

第3話
- 澤田 敏郎（京橋南交番巡査） - 夕輝壽太
- 二階堂 良一（警視庁捜査一課係長） - 升毅
- 松本 英樹（俳優） - 村上幸平
- 山口 美智子（女優・松本の妻） - 小出ミカ
- 松本 正光（松本の息子・乳幼児） - 大森理久
- 金倉 智則（金融会社社長） - 佐伯新
- 金倉 正美（金倉の妻） - 鈴木麻衣花
- 金倉 智明（金倉の息子・先天性の病気を患っている） - 小林海人
- 佐藤 吉光（東都大学犯罪心理学部教授・一平のブレーン） - 伊藤幸純
- 米田 伸夫（光栄大学社会学部教授・一平のブレーン） - 加島祥全
- タオ・坂口（フェールズ賞受賞・一平のブレーン） - 白倉裕二
- 晴海総合病院看護師 - 松山ケメ子
- 晴海総合病院医師 - 北見誠
- 第一通運社長 - 児玉頼信
- 第一通運日航埠頭営業所所長 - 田村三郎
- 第一通運本社警備員 - 川原田樹
- 「ニュースポート」リポーター - 久保田直子（テレビ朝日アナウンサー）
- 「モーニングリポート」リポーター - 大西洋平（テレビ朝日アナウンサー）

第4話
- 神宮寺 美薗（霊能力者） - 国生さゆり
- 漆原 ルリ子（美容室オーナー） - 筒井真理子
- 吉沢 健也（カリスマ美容師・美容室店長） - 山口大地
- 菅原 結衣（ストーカー被害者） - 岡本玲
- 中村 誠（美薗が霊視した行方不明者） - 春日俊彰（オードリー）
- 磯山 学（美薗のボディガード） - 龍坐
- 矢沢 明（美薗のボディガード） - 原圭介
- 宝田 邦男（資産家） - 服部桂吾
- ユウコ（吉沢と同僚の美容師） - もたい陽子
- 「ワンダフルJAPAN」司会者 - 瀬戸将哉
- 「ワンダフルJAPAN」アシスタント - 近野衣里
- テレビ関東プロデューサー - 西本竜樹
- 殺害された吉沢の第一発見者 - 河原康二
- 吉沢と同僚の美容師 - 加藤裕月
- 緊急生特番でルリ子に扮した女優 - 真下有紀
- 宝石窃盗団 - 後藤健、増山耕平、伏見重俊、上野山浩、田中真、西明彦、松上輝也

第5話
- 西園寺 エミル（マジシャン・伊集院の一番弟子） - 安達祐実
- 伊集院 亜里沙（伊集院の娘） - 新川優愛（5年前：杉本妃音奈）
- 伊集院 周五郎（マジシャン・借金から逃れるため失踪） - 小須田康人
- 矢口 つばさ（元マジシャン・伊集院の弟子） - 安藤玉恵
- 西山 壮介（エミルのマネージャー・伊集院の元マネージャー） - 吉満涼太
- 瀬川 譲二（イベント会社・瀬川プランニング社長） - 真鍋誠志
- 高西 昇（元トライアスロン選手・殺人未遂犯） - 二橋進
- 少年 - 小野伶広
- 少年の母親 - 早川亜希
- 不良 - 一ノ瀬将太、本田太一郎、星浩貴、橋本浩人、石戸健太郎
- 女性 - 森川真羽、早瀬かな、美波みき

第6話
- 松浦 美代子（松浦の妻） - 南野陽子
- 内堀 哲也（元ボクサー） - 波岡一喜
- 岡村 徹（海青電子工業研究開発課主任） - 神保悟志
- 松浦 清和（海青電子工業主任研究員） - 中脇樹人
- 蒲田 道夫（海青電子工業研究開発課課長） - 鳥木元博
- 富田 紗弥加（海青電子工業社員） - 和多谷沙恵
- 松浦 綾乃（松浦の娘） - 工藤あかり
- サムシン王子（アスラム王国の石油王・ホテルオーナー） - アメル ホセイン

第7話
- 宮下 麻衣子（フリージャーナリスト） - 蒲生麻由
- 高野 あずさ（キャバクラ嬢） - 小泉麻耶
- 小松原 隆弘（焼き芋屋「かね正」店主） - 森下能幸
- 青果店店主 - ふたむら幸則
- 惣菜店店主 - 藤井京子
- 商店街の店主 - 北村晃一、橘家二三蔵
- 「実話ハンティング」編集長 - 佐野圭亮
- キャバクラの従業員 - 白石朋也、熊代悠喜
- 強盗 - 遊木康剛、広森春樹、中山孟

第7 - 8話
- 本部 敏子（本部の妻） - 原日出子
- 本部 太朗（本部の長男） - 三澤康平
- 本部 一恵（本部の長女） - 平野京
- 本部 隆二（本部の次男） - 市原尚弥
- 本部 健三（本部の三男） - 渡辺悠生
- 本部 由季（本部の次女） - 三井桃子
- 本部 理恵（本部の三女） - 相中友穂
- 本部 康四（本部の四男） - 千濱汰一
- 本部 慎五（本部の五男） - 髙山純平
- 本部 美樹（本部の四女） - 大澤実環
- 本部 綾乃（本部の五女） - 井上桃菜
- 本部 未来（本部の六女） - 原凜花
- 本部 六輔（本部の六男） - 柴田莉玖

第8話
- 組長襲名披露パーティーの参加者 - 今村均、せとうちかい、長勲
- 本部の殺人犯として身代わり出頭した少年 - 鈴木翔吾

最終話
- 松本 秀次（小劇団俳優） - 泉谷しげる（二役）
- アルドー・サバチーニ（マフィアのボス） - ピエトロ・クリスト
- 川原 良男（検事総長） - 遠藤たつお
- 大塚 誠次（次長検事） - 法福法彦
- 黒田の政治秘書 - 三上市朗
- 黒田の命を受けて草加を狙撃しに来た警官 - 山中聡
- 記者 - 松林慎司
- 私設警察機動隊員 - 伊藤慎、紅闘志也、冨永竜、福田優

### スタッフ（テレビドラマ）
- 原作：本宮ひろ志
- 脚本：深沢正樹
- 音楽：仲西匡
- オープニングナレーション：大森章督
- サウンドデザイン：石井和之
- スタントコーディネイター：釼持誠
- ガンエフェクト：パイロテック
- CG：イレブングラフィックス
- エクゼクティブプロデューサー：五十嵐文郎（テレビ朝日）
- プロデューサー：横地郁英（テレビ朝日）、遠田孝一・山本喜彦（MMJ）
- 演出：小松隆志・大塚徹 (演出家（MMJ）、田村直己（テレビ朝日）
- 制作：テレビ朝日、MMJ

### 主題歌
- EXILE「Beautiful Life」（rhythm zone）

### サブタイトル
|                                                           | 放送日         | サブタイトル（ラテ欄）                          | 演出     | 視聴率 |
| サブタイトル（放送時）                                    | 放送日         |                                                 | 演出     | 視聴率 |
| --------------------------------------------------------- | -------------- | ----------------------------------------------- | -------- | ------ |
| 第1話                                                     | 2011年10月16日 | 大富豪の新人刑事!? 密室の同窓会殺人!!           | 小松隆志 | 6.6%   |
| 第1話                                                     | 2011年10月16日 | 抗争勃発!! 超大金持ち刑事vs逮捕されない男!!     | 小松隆志 | 6.6%   |
| 第2話                                                     | 2011年10月23日 | 美人OL失踪殺人…富豪刑事の名推理!!               | 小松隆志 | 7.2%   |
| 第2話                                                     | 2011年10月23日 | 美女連続失踪!! アベック潜入作戦                 | 小松隆志 | 7.2%   |
| 第3話                                                     | 2011年10月30日 | 連続誘拐トリック!! 富豪刑事99%の推理            | 田村直己 | 6.9%   |
| 第3話                                                     | 2011年10月30日 | 連続誘拐トリック!! 大富豪刑事への挑戦状         | 田村直己 | 6.9%   |
| 第4話                                                     | 2011年11月06日 | 女占い師vs殺人犯                                | 田村直己 | 5.5%   |
| 第4話                                                     | 2011年11月06日 | カリスマ美容師殺人 犯人を霊視する女!?           | 田村直己 | 5.5%   |
| 第5話                                                     | 2011年11月13日 | マジシャン連続殺人 富豪刑事50億の罠!?           | 小松隆志 | 7.1%   |
| 第5話                                                     | 2011年11月13日 | マジシャン連続殺人 復讐のバラ!?                 | 小松隆志 | 7.1%   |
| 第6話                                                     | 2011年11月20日 | タイムリミット60秒 復讐妻の爆破予告!!           | 田村直己 | 6.7%   |
| 第6話                                                     | 2011年11月20日 | 爆弾女 立てこもり 60分で仇討ち!?                | 田村直己 | 6.7%   |
| 第7話                                                     | 2011年12月04日 | 最終章…刑事殺し!! 死体が語るトリック            | 大塚徹   | 5.8%   |
| 第7話                                                     | 2011年12月04日 | 最終章!! 刑事殺し さらば愛しき人よ…             | 大塚徹   | 5.8%   |
| 第8話                                                     | 2011年12月11日 | 最終章!! 刑事殺し…密室で復讐する女!?            | 田村直己 | 5.4%   |
| 第8話                                                     | 2011年12月11日 | 刑事殺し 復讐編 別れの銃弾 死の接吻（くちづけ） | 田村直己 | 5.4%   |
| 最終話                                                    | 2011年12月18日 | さよなら富豪刑事!! 5千億の完全犯罪!?            | 小松隆志 | 8.8%   |
| 最終話                                                    | 2011年12月18日 | 刑事殺し 完結編                                 | 小松隆志 | 8.8%   |
| 平均視聴率 6.7%（視聴率は関東地区・ビデオリサーチ社調べ） |                |                                                 |          |        |

#### 補足
- 第3話は日曜洋画劇場『ダイ・ハード4.0』の拡大放送のため、23:25開始。第4話は日曜洋画劇場 特別企画『悪人』放送のため、23:40開始。
- 第6話は、九州朝日放送に限り、『おめでとう、福岡ソフトバンクホークス』放送のため休止。2011年11月27日（26日深夜）の0:30 - 1:25に振替放送された。
- 11月27日はサッカー・ロンドンオリンピックアジア地区最終予選 日本×シリアの中継に伴い、日曜洋画劇場『DENGEKI 電撃』が30分繰り下げられ、それに続く『やべっちFC〜日本サッカー応援宣言〜』が拡大放送されたため休止。ただし朝日放送のみ、23:45 - 翌0:10は『決着! キャスト大阪W選スペシャル』を放送。
- 第8話はフィギュアスケートグランプリファイナル2011 男女フリーの中継に伴い、日曜洋画劇場 史上最強スパイSP『ゲット スマート』が30分繰り下げられたため、23:45開始。

## オリジナルアニメ
1991年・1992年に「刑事篇」計2作品が製作された。

### キャスト（アニメ）
- 安田一平 - 二又一成
- 御前一十三 - 長尾理保子
- 田村政春 - 玄田哲章
- 本部正行 - 永井一郎
- 二階堂良一 - 飛田展男

### スタッフ（アニメ）
- 監督 - 白土武
- キャラクターデザイン、作画監督 - 須田正己
- アニメーション制作 - A.P.P.P.

## パチンコ・パチスロ
パチンコ
- CR俺の空（2005年、サミー）
  - 大当りが5回以上連続すると、プレミアで大当り中のBGMはCHAGE and ASKAの「太陽と埃の中で」が流れることがある。

パチスロ
- 俺の空（2006年、ロデオ）
- 俺の空 〜蒼き正義魂〜（2010年、ロデオ）
- パチスロ 真俺の空（2022年、スパイキー）

## その他
- 東洋水産が発売するカップ焼きそば「マルちゃん俺の塩やきそば」の発売10周年記念パッケージとして、主人公の安田一平が登場した。2007年夏限定で発売された。
- 主人公の安田一平のモデルは、飯塚昌宏と言われている[誰によって?]。
- 刑事編は北芝健が原作（ただしノンクレジット）である。また、本宮は筒井康隆の『富豪刑事』をヒントにして書いたとコメントしている[6]。
- カジノ編に車田正美および当時の車田のアシスタントである「神輪会」のメンバーをゲスト出演させている。
- 2011年9月よりNTTソルマーレが配信する『定額本宮ひろ志魂』にて毎月順次配信（iPhone/iPod touch/iPad端末及びauのandroid端末向け）。
- 2011年11月よりディー・エヌ・エーが配信するMobageにて株式会社クルーズが『痛快×対決!俺の空』を提供（従来の携帯電話端末のほか、iPhone/iPod touch/iPad端末及びauのandroid端末に対応）。